# ウォーオブエアロ -Project MEIOU-
『ウォーオブエアロ -Project MEIOU-』（WAR OF AERO -）は、アルュメが開発しヤンチェン電子（台湾）が1993年に販売した縦スクロールシューティングゲームである。

## 概説
全8面の2周構成。2人同時プレイ可能。
ゲームシステムやグラフィックがアイレムの縦スクロールシューティングゲーム『イメージファイト』に似ており、難易度も同様に高めであるが、後述の合体システムなどオリジナル要素も盛り込まれている。
タイトル画面のクレジットには「YANG CHENG」とあるのみで、デベロッパは不詳であったが、アルュメの基板を使っており、クレジットにアルュメのメンバーの名があり、ROMの解析で「ALLUMER ltd.」の文字列が見つかったことから、デベロッパは間違いなくアルュメである（『R-TYPE』に似ていることで知られる『レゾン』と同じ製作者である）。2024年発売のアーケードアーカイブス版では、タイトル画面のクレジットは「ALLUMER ltd.」に改められている。
台湾のヤンチェン電子は実際に当時日本でパブリッシングを展開していたわけではない。そのため、日本で実際にパブリッシングを担当したメーカーは不明であるが、基板に付属のマニュアルはテクモの形式であることから、実際に日本で販売したのはテクモだったらしい。
現在は、アルュメのライセンスを取得したハムスターが権利を持っている。

## 自機
1Pは赤い機体、2Pは青い機体が自機で、それぞれ8方向レバーと2ボタン（ショット、ポッドの向き変更）で操作する。
2ボタンを同時押しすると自機が変形し、移動速度を変更することができる。ゲームスタート時やミス後の再開時、ステージクリア後の次ステージ開始時のデフォルト形態は移動速度の速い形態であり、速度の遅い形態でミスやステージクリアすると速度の速い形態に戻される。
移動速度が遅い形態で1Pと2Pが上下に重なると合体することができる。合体時は前側の自機の装備が優先され、装備中のポッドによる攻撃が強化される。合体時に敵の攻撃を受けても合体が解除されるのみで自機が破壊されることはない。

### ポッド
ポッドのアイテムを取得することにより自機の両脇に装備される補助兵装で、自機のショットに連動してショットを放つ。
ポッドアイテムを取得し続けることにより最高3段階までパワーアップする。自機がポッドアイテムを取得した際、左側から接触すると左側にポッドが装備されたり強化される。逆に右側から接触すると右側にポッドが装備されたり強化される。つまり、自機が左または右のどちら側から接触したかによってポッドが装備または強化される側が変わる。
ポッドの砲門はデフォルト状態で正面（前方向）を向いているが、専用のボタン押下により砲門を後方（下方向）に向けることができる。後方時に再度ボタンを押すことで再び砲門を正面方向に戻すことができる。

### 装備とアイテム
本作に登場するアイテムは、ポッド以外は全て自機のショットを変更するアイテムである。ショットは全て排他選択であり、複数を同時に装備することはできない。全てのアイテムは空間を浮遊するアイテムキャリアを破壊することにより出現する。アイテムキャリアの出現位置と各アイテムキャリアが持っているアイテムの種類は全て固定である。
- ポッド
ポッドを装備、または装備されているポッドを強化する。詳細はポッドの節を参照。
- 3（黄）
3WAYショットを装備する。下の5WAYよりも弾速に優れるが、同一方向に画面内2発までしか発射できず、弾切れを起こしやすい。
- 5（緑）
5WAYショットを装備する。上の3WAYよりも弾速に劣り、3WAYと同様に同一方向に画面内2発までしか発射できない。
- D（赤）
ドリルレーザーを装備する。自機正面方向に高威力のレーザーを二対同時発射する。
- X（青）
Xレーザーを装備する。左上、右上、左下、右下の計4方向に対してレーザーを同時発射。地形に当たると反射する性質がある。
- H（赤）
ホーミングミサイルを装備する。自機前方へV字状（前方寄り左右2方向）にミサイルを発射する。文字通り敵機を追尾する性能がある。
- B（橙）
バックボムを装備する。自機前方左右方向に発射し、放物線を描きながら後方へと落ちるように進路を変える。名称に反し敵機や地形に当たっても攻撃判定のある爆風は発生しない。
- B（灰）
スプレッドボムを装備する。自機前方・前方左右方向に対して敵機や地形に当たると爆発するボムを4発同時発射する。画面内に1セット（4発）しか発射できず連射が効かないうえ、爆風の威力もさほど高くはない。
- S（青）
サイドを装備する。文字通り自機の左右方向に対しショットを発射する。地形に当たると反射する性質がある。
- S（緑）
サーチレーザーを装備する。自機正面方向にレーザーを二対同時発射する。敵機とY軸が合うと、自機中央より左側に対しては左側が、逆に右側に対しては右側のレーザーが90度屈折し横方向へ突き進む。
- V（青）
ノーマルショット（バルカン）を装備する。自機正面方向へ突き進み、画面内に3発まで発射可能。弾速はトップクラス。

## 移植版
| No. | タイトル         | 発売日        | 対応機種                      | 開発元   | 発売元     | メディア                                | 出典              |
| --- | ---------------- | ------------- | ----------------------------- | -------- | ---------- | --------------------------------------- | ----------------- |
| 1   | ウォーオブエアロ | 2024年2月29日 | PlayStation 4 Nintendo Switch | アルュメ | ハムスター | ダウンロード （アーケードアーカイブス） | [ 2 ] [ 3 ] [ 4 ] |

アーケードアーカイブス版
- 家庭用初移植。「こだわり設定」では使用する機体の切り替え、ステージと武器セレクトの有無、ポッド反転の優先の有無、ゲームスピードの調整、ゲーム操作性の向上といった設定が可能。